# Аталаріх
Атала́ріх (*516 — †2 жовтня 534) — король остготів в Італії. Онук Теодоріха.